# باندی چیو
باندی چیو هوک یی (Chinese ; متولد ۳۱ مارس ۱۹۷۱ در هنگ کنگ) بازیگر و خواننده هنگ کنگی است. او بیشتر به خاطر بازی در نقش لام یوک لو در سریال Virtues of Harmony در TVB شناخته می‌شود.
در ۱۰ دسامبر ۲۰۰۸، آلبوم جدید او با عنوان Ting (کلمه چینی به معنای گوش دادن) پس از یک وقفه طولانی از صنعت موسیقی منتشر شد.

## آلبوم‌ها
- Rebel For Love Song (1994)
- هر دو ثانیه (۱۹۹۵)
- بیشتر دوست داشته باشید بیشتر می‌ترسید … (۱۹۹۶)
- یافتن یک شخص (۱۹۹۷)
- من گفتم تو را خوشحال خواهم کرد (۱۹۹۸)
- داخل (۱۹۹۹)
- کندتر بهتر است (۲۰۰۰)
- درست برگرد - بهترین انتخاب (CD+DVD) (2005)
- کندتر بهتر است (نسخه مجدد) (۲۰۰۷)
- گوش کن (۲۰۰۸)
- گوش دادن و گوش دادن (۲۰۰۹)
- ترینیتی (۲۰۱۱)
- Chanteur (2012)

## فیلم‌شناسی

### سریال‌های تلویزیونی
| سال     | عنوان انگلیسی                  | عنوان چینی            | نقش           | یادداشت     |
| ------- | ------------------------------ | --------------------- | ------------- | ----------- |
| ۱۹۹۰    | وقتی خورشید می‌تابد             | 同居三人組            | آنی           |             |
| ۱۹۹۵    | بازپرس جنایی                   | O記實錄               | بانی وانگ     |             |
| ۱۹۹۶    | بازپرس جنایی II                | O記實錄II             | بانی وانگ     |             |
| ۱۹۹۷    | نیمه خدایان و نیمه شیاطین      | 天龍八部              | موک یوئن چینگ |             |
| ۱۹۹۸    | تالار اژدها                    | 龍堂                  | کیت           |             |
| ۲۰۰۱    | در مسیر یا خاموش               | 勇往直前              | لوک وینگ تونگ |             |
| ۲۰۰۱–۰۲ | فضایل هارمونی                  | 皆大歡喜              | لام یوک لو    |             |
| ۲۰۰۳–۰۵ | فضایل هارمونی II               | 皆大歡喜              | لام یوک لو    |             |
| ۲۰۱۰    | می تسای از استادش بزرگتر است   | 妹仔大過主人婆        | آه هی         |             |
| ۲۰۱۲    | می تسای بزرگتر از استادش ۲ است | 妹仔大過主人婆۲       | آه هی         |             |
| ۲۰۱۵    | زندگی دوم                      | 第二人生              | جویس چو       |             |
| ۲۰۱۶    | مارگارت و دیوید: لوبیا سبز     | 瑪嘉烈與大衛系列_綠豆 |               | ستاره مهمان |
| ۲۰۱۶    | 3 X ۱                          | 三一如三              |               | ستاره مهمان |

### فیلم
| سال  | عنوان انگلیسی           | عنوان چینی   |
| ---- | ----------------------- | ------------ |
| ۱۹۹۷ | دقیقه ۹۷ لان کوای فونگ  | 蘭桂坊七公主 |
| ۱۹۹۸ | تو زندگی منو روشن می‌کنی | 想見妳       |
| ۱۹۹۸ | دوران غرش               | 烈火青春     |